# 胸椎
胸椎是脊椎的一部分，位于颈椎和腰椎之间。人类有12块胸椎，大小介于颈椎和腰椎之间，从上至下逐渐增大。

## 外部連結
- 解剖學(Anatomy)-骨頭-thoracic vertebrae(胸椎) （页面存档备份，存于）

Template:Spinal nerves

Template:Bones of torso